# 達維德·桑圭內蒂
達維德·桑圭內蒂（英語：Davide Sanguinetti，1972年8月25日—），是一位義大利前男子職業網球運動員，其已經在2008年3月退出網壇。
桑圭內蒂曾經獲得兩項ATP單打冠軍（2002年在決賽中分別擊敗羅傑·費德勒和安迪·羅迪克）和一個雙打冠軍（1997年烏馬格）。他在世界單打排名最高曾經到達42名（2005年12月31日）。自1998年以來，其曾經代表義大利參加台維斯盃。
1998年，桑圭內蒂在溫網打到四分之一決賽（八強決賽），最終以直落三盤輸給理查德·克拉吉塞克。
2005年美國公開賽，桑圭內蒂取得一個生涯最難忘的神奇之旅，他擊敗卡洛斯·莫亞和帕拉東·斯里查潘打到了第四輪。最終在第四輪比賽，他輸給了大衛·納爾班迪安。
2006年8月7日他在多倫多羅傑斯杯第一輪擊敗大衛·納爾班迪安復仇成功。
2007年，桑圭內蒂最好的成績打到了四分之一決賽，分別為清奈公開賽（淘汰拉斐爾·納達爾6-2 6-3）和德拉海灘國際網球錦標賽（淘汰班傑明·貝克爾7-6 6-3。）。
達維德在台維斯盃比賽有0.500的積分，他最後的比賽在2003年對上津巴布韋，擊敗奈傑爾巴扎以及輸給韋恩黑。
他曾經是文斯·斯佩迪亞的新教練。

## 生涯統計
| 奪得ATP男單賽事 |
| 大滿貫 (0)      |
| 大師盃 (0)      |
| 大師系列賽 (0)  |
| ATP巡迴賽 (2)   |

| 次數 | 日期          | 賽事               | 場地     | 決賽對手    | 比分          |
| 1.   | 2002年1月28日 | 米蘭網球賽, 義大利 | 室內地毯 | 羅傑·費德勒 | 7-6, 4-6, 6-1 |
| 2.   | 2002年3月4日  | 佛羅里達網賽, 美國 | 硬地     | 安迪·羅迪克 | 6-4, 4-6, 6-4 |

## 外部連結
- 達維德·桑圭內蒂（英文/西班牙文）的官方資料
- 達維德·桑圭內蒂的國際網球總會 職業／青少年 官方資料（英文）
- 達維德·桑圭內蒂的官方資料（英文）